# Kindbergia
Kindbergia er en slægt af mosser med omkring 10 arter i verden, hvoraf en enkelt findes i Danmark. Slægten er opkaldt efter den svenske bryolog Nils Conrad Kindberg (1832-1910).
Arterne i Kindbergia-slægten har brede, squarrøse, nedløbende stængelblade, der meget forskellige fra grenbladene.
| Danske arter |

- Forskelligbladet Vortetand Kindbergia praelonga